# Gratis (film)
Gratis is een Nederlandse korte film uit 2016, die is gemaakt in het kader van de serie Kort! 16. De film won een Gouden Kalf in de categorie korte film.

## Plot
Ruud en Els zitten in een slecht huwelijk. Als Ruud een minuut gratis winkelen wint, gaat het prijsbewuste stel oefenen om een zo gunstig mogelijk resultaat te behalen. Dit laait de spanning tussen de twee echter op. De uiteindelijke uitvoering loopt uit op een fiasco maar de echtelieden komen wel dichter tot elkaar.